# Grdelica
Grdelica (en serbe cyrillique : Грделица) est une ville de Serbie située sur le territoire de la Ville de Leskovac, district de Jablanica. Au recensement de 2011, elle comptait 2 119 habitants.

## Histoire
C'est sur le pont de Grdelica qu'eut lieu, le 12 avril 1999, le bombardement par un missile de l'OTAN du rapide Hellas-Express Munich-Athènes, tuant quatorze voyageurs et en en blessant une vingtaine[réf. nécessaire].

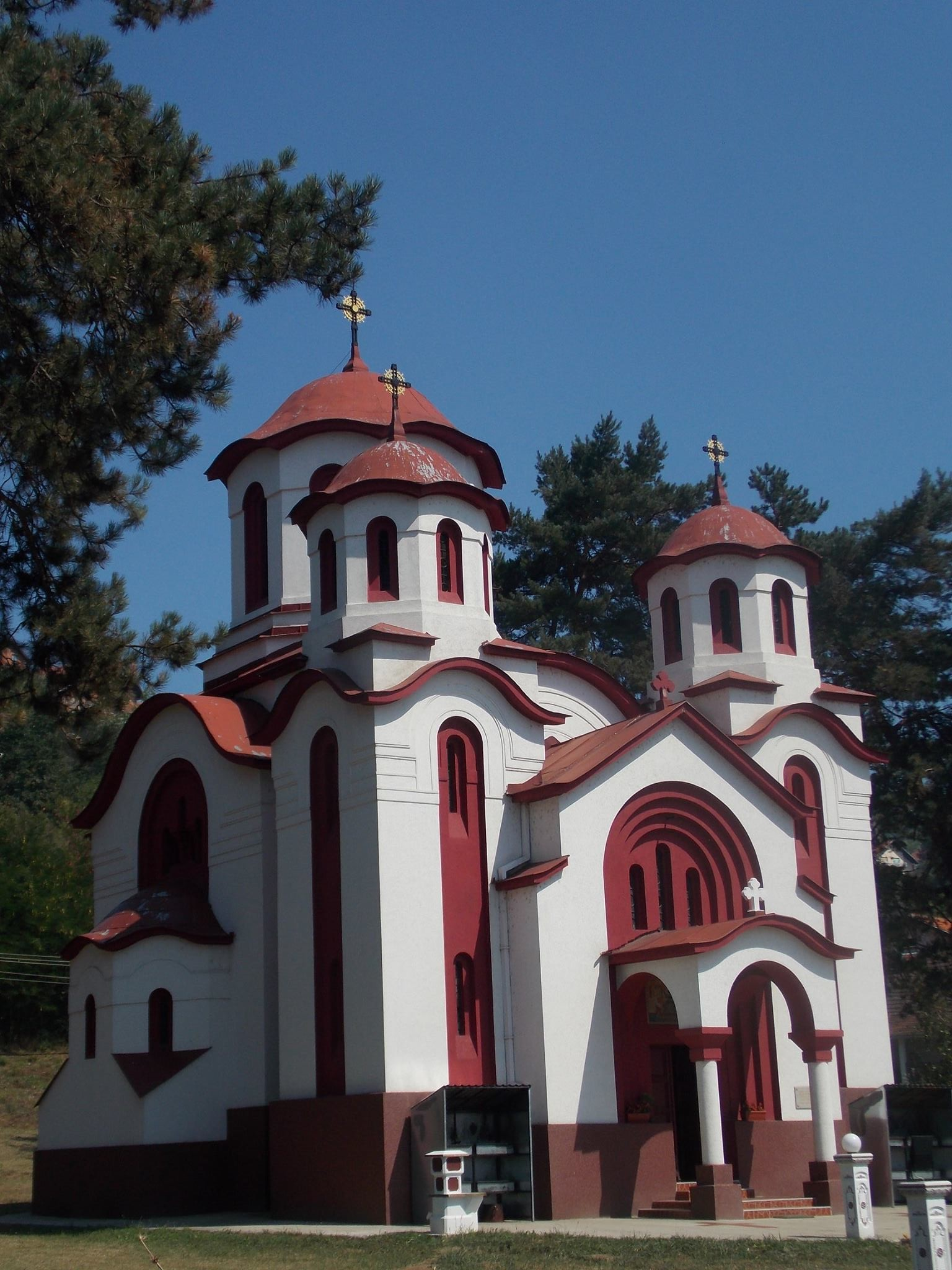
L'église Saint-Jean-Baptiste de Grdelica

## Démographie

### Évolution historique de la population
| 1948 | 1953  | 1961  | 1971  | 1981  | 1991  | 2002  | 2011  |
| ---- | ----- | ----- | ----- | ----- | ----- | ----- | ----- |
| 840  | 1 007 | 1 488 | 1 893 | 2 204 | 2 431 | 2 383 | 2 119 |

|  |